# Chappie
Chappie és una pel·lícula de l'any 2015 dirigida per Neill Blomkamp del gènere de ciència-ficció, ambientada a Johannesburg en un futur proper. Ha estat doblada al català.

## Argument
En un esforç per reduir l'alt índex de criminalitat a Johannesburg, la policia de Sud-àfrica decideix comprar robots blindats al fabricant Tetravaal. El seu inventor, Deon Wilson (Dev Patel), crea a casa seva un prototip d'intel·ligència artificial que imita la ment humana i és capaç de sentir emocions i tenir opinions. Aconsegueix instal·lar-lo amb èxit a un robot policia que anaven a tirar, però el seu creador i el robot Chappie són segrestats per uns gàngsters, i és d'aquests que el robot aprendrà les seves primeres paraules i comportament.

## Repartiment
- Sharlto Copley: Chappie, un robot.[5]
- Dev Patel: Deon Wilson
- Watkin Tudor Jones: Ninja
- Yolandi Visser: Yolandi
- Jose Pablo Cantillo: Amerika
- Sigourney Weaver:[6] Michelle Bradley
- Hugh Jackman:[7] Vincent Moor.
- Brandon Auret: Hippo
- Anderson Cooper: ell mateix

## Crítica
- "La intel·ligència, artificial o d'un altre tipus, és una de les majors baixes en 'Chappie', una pel·lícula de robots que acaba resultant tan maldestre i confusa com l'ingenu androide amb el qual comparteix nom"[8]
- "Amb personatges simples i poc atractius, conceptes trillats i motivacions inversemblants, 'Chappie' és un gran pas enrere per al director Neill Blomkamp"[9]
- "Lamentablement, les idees de Blomkamp resulten desgastades aquesta vegada, es veu agreujat per la repetició. (...) Puntuació: ★½ (sobre 4)"[10]